# バージット (グロスター公爵夫人)
グロスター公爵夫人バージット妃（英: Birgitte, Duchess of Gloucester、1946年6月20日 - ）は、イギリスの王族。グロスター公爵リチャード王子の妃。

## 来歴
デンマークのオーデンセでビアギッテ・エヴァ (Birgitte Eva) として生まれた。姓ははじめヘンリクセン (Henriksen)、両親の離婚後は母の旧姓であるファン・デールス (van Deurs) を名乗った。
ケンブリッジへ転居後、在英国デンマーク大使館で働いた。
1972年7月、グロスター公爵ヘンリー王子の次男リチャード王子と結婚した。その6週間後、リチャードの兄ウィリアム王子が不慮の事故で急死。リチャードは思いがけなくグロスター公爵家の跡取りとなり、1974年に父が死去するとグロスター公爵を襲爵、バージットはグロスター公爵夫人となった。
バージットはリチャードとの間に3子をもうけた。
- アルスター伯爵アレグザンダー・ウィンザー（1974年 - ） 2002年クレア・ブースと結婚
- デイヴィナ・ルイス令夫人（1977年 - ） - 2004年ゲーリー・ルイスと結婚
- ローズ・ギルマン令夫人（1980年生 - ） - 2007年ジョージ・ギルマンと結婚